# Caustogryllacris nigrita
Caustogryllacris nigrita is een rechtvleugelig insect uit de familie Gryllacrididae. De wetenschappelijke naam van deze soort is voor het eerst geldig gepubliceerd in 1922 door Hebard.